# ブロックム
ブロックム (ドイツ語: Brockum, 低地ドイツ語: Broubm) は、ドイツ連邦共和国ニーダーザクセン州ディープホルツ郡のザムトゲマインデ・アルテス・アムト・レムフェルデに属す町村（以下、本項では便宜上「町」と記述する）である。

## 地理

### 位置
ブロックムは、オスナブリュックとブレーメンとの間、デュンマー自然公園内に位置している。レムフェルデの東約 3 km の、シュテムヴェーダー・ベルクの北側近くにある。中心部から約 7 km 北西にデュンマー湖が広がっている。

## 歴史
ブロックムは、史料では969年に Bruochem、1243年に Brochem、1247年に Bruchem（「沼辺の集落」）と描かれており、おそらくフランク人の集落であった。
近世初期にはすでにブルーフは年の市を開催し、2基の風車を有し、近隣村落の税徴収所が置かれていた。この他に、聖母マリア、シモン、ユダの守護聖人の祭壇を持つ礼拝堂がある。その墓地は1460年頃の「極めて古い」ものである。
固有の教会区は1661年（あるいは1655年？）にディーリンゲンから分離された。1833年に教会建築家フリードリヒ・アウグスト・ルートヴィヒ・ヘルナーの設計に基づいて教会堂が建設された。1894年にブンゲンシュトックによって西塔が既存の建物に増築された。この塔は1971年に教会が取り壊された後も保存されている。
1673年に、騎士司令官グレンのために、ハルプマイアーホーフから地方議会の機能を備えた館に改築がなされた。このシュムッテシェ・グートハウスは1815年/1820年にレムフェルデに移譲され、レーヴェン薬局に改築された。
1822年にブロックム村は火災に襲われた。住民の寄付が求められた。1822年10月2日と5日の新聞「Zelleschen Anzeiger nebst Beiträgen」は、ツェレの物理学者フリードリヒ・ルートヴィヒ・アンドレアス・ケーラーがこの町の焼け出された人々のために寄付金の最初の成果をアムト・レムフェルデに渡したことを報じている。
ブロックムの市場は古くから、ガラクタと馬の市場で会った。元々は教会メッセであり、シモンとユダの日（10月28日）以後の金曜日に開催される。1558年に初めて freimarkt、1573年には kermisse として記述されている。

## 行政

### 議会
この町の議会は11議席からなる。

### 首長
第二次世界大戦以後の首長を記す。
- 1919年 - 1952年: ハインリヒ・・ヴィーゲマン
- 1952年 - 1969年: グスタフ・ヴェント
- 1969年 - 1978年: フリードリヒ・ローマイヤー
- 1978年 - 1996年: ヘルマン・シュニットカー
- 1996年 - 2011年: イングリート・トリーン
- 2011年 - : マルコ・ランペ[5]

## 文化と見所

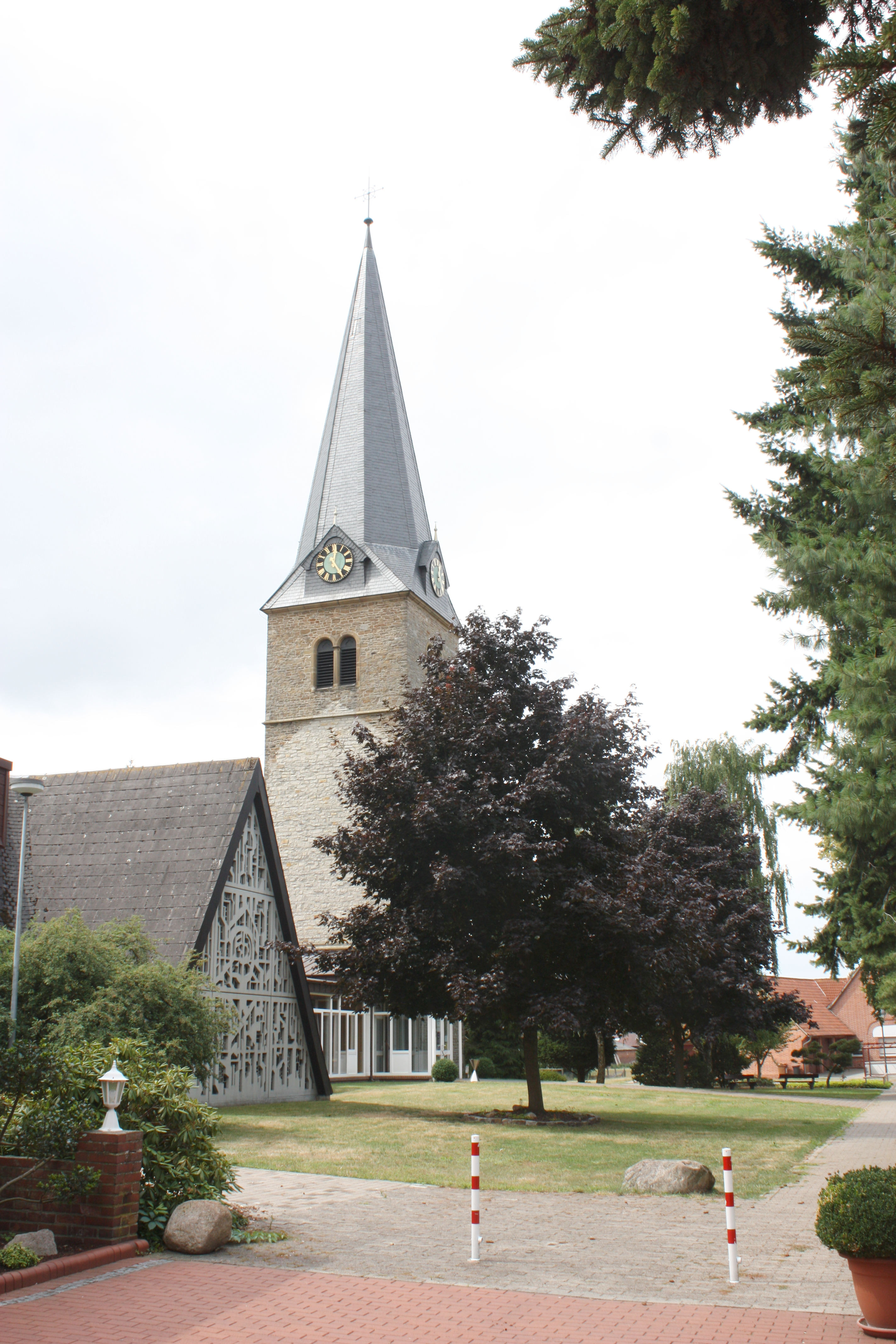
ブロックムの教会

### 建築
ブロックムの建造文化財リストには、以下の2軒が登録されている。
- ブロックムの教会の教会塔
- ブッツェンドルファー・ヴェーク9/11番地の住居兼事務所の建物

### クラブ・協会

#### スポーツクラブ
TSVブロックム・フォン1921 e.V. は柔道、サッカー、テニス、卓球、シニアスポーツの種目で活動している。
スポーツ施設では毎年、国際 D-ユーゲント (U-13) のサッカー大会が開催されていた。勝利チームのリストには1987年以降、フォルトゥナ・デュッセルドルフ、FCシャルケ04、ハノーファー96、FCザンクト・パウリ、アルミニア・ビーレフェルト、BKスキョル・コペンハーゲン（デンマーク）、RV & AVオーバーマース（オランダ）、VfLオスナブリュックといったクラブのチームが並ぶ。ハインツ・マルテンによって開会されたこの大会は、第1回はレムフェルデのスポーツ施設で開催された。この国際 D-ユーゲント大会は、チームの派遣が徐々に困難な状況となったため、2019年から中止されている。

#### 射撃協会
射撃協会ブロックム・フォン1912 e.V. はマルクト広場の射撃ホールをホームとしている。
この協会は毎年聖霊降臨祭の週末に射撃祭を開催している。
ジュニア射撃グループは会員数が多く、郡や地方レベルの多くの大会で優れた成績を収めている。

#### その他のクラブ、協会、グループ
- 消防団
- メナー＝ゲザングフェライン・ザイト1900 e.V.（男声合唱団）
- アンゲルシュポルトフェライン・ブロックム（釣りクラブ）
- ポザウネンコール・ブロックム（金管アンサンブル）
- ドイツ社会連合 e.V. - ブロックム地区連合
- 郷土・美化協会ブロックム

### 年中行事
毎年10月に開催されるブロックムの大市は、1558年に開催されていることが証明されており、450年前から開催されていることは確実で、おそらくそれよりもさらに古い。この市場は娯楽、産業ショー、農業機械展示、観光展示のコンビネーションで、毎年約20万人が来場する。4日間にわたるスペクタクルは、火曜日の伝統的な家畜市で終了する。

## 経済と社会資本

### 交通
町の西側すぐ近くを連邦道 B51号ディープホルツ - オスナブリュック線が通っている。

## 関連図書
- Hans Gerke (1969). 1000 Jahre Brockum. Der Ort und seine Bewohner in Geschichte und Gegenwart. Diepholz
- Martin Schütz (2004). Der Brockumer Großmarkt. Norderstedt: Books on Demand GmbH
- Martin Schütz. Brockum 1933 - 2005. Norderstedt: Books on Demand GmbH